# Afghanische Musik

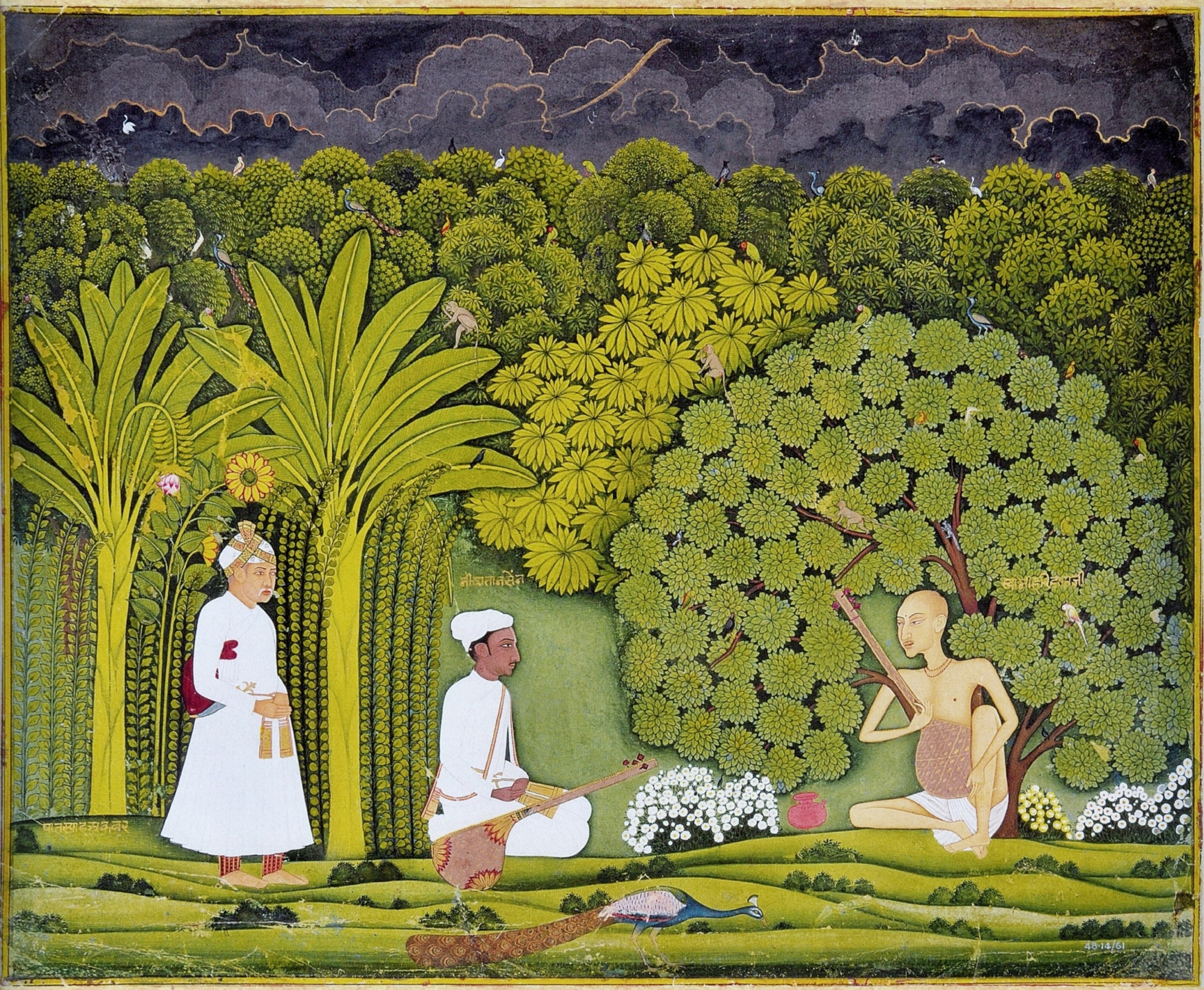
Akbar (links) und sein Hofmusiker Tansen (Mitte) besuchen den Musiker Swami Haridas in Vrindavan, Miniatur im Rajasthani-Stil (Jaipur / Kishangarh), um 1750

Die afghanische Musik ist eng verwurzelt mit der Musik des iranischen Kulturkreises, wobei ab dem Aufkommen des Islams die Musik sich im östlichen Iran (Chorasan) eigenständig weiterentwickelte und sich von dort aus mit der persischen Kultur Zentralasiens nach Nordindien im muslimischen Gürtel durch verschiedene persische und perserisierte Dynastien (Ghoriden, Ghaznawiden, Mamluken, Saffariden, Samaniden, Kartiden…) als auch durch persische Gelehrte, Dichter, Mystiker und Musiker verbreitete (auch indo-iranische Kultur genannt). Einige dieser Musikrichtungen waren unter anderem der Ghazal und die persische Kasside. Auch die Hindu-Shahi bzw. Kabulshahan-Dynastien vom frühen Mittelalter bis ins 10. Jahrhundert und in der Neuzeit die Persisch sprechenden Mogulen – von Babur bis Akbar – Musik, Tanz und Gesang sowie die Dichtkunst förderten. Kabul war ein Zentrum bzw. Hauptstadt der beiden Dynastien. Agra und Delhi (fa: Stadt des Herzens) waren bedeutende Städte und ständige Residenzstädte des Mogulreiches. Das Grabmal von Babur befindet sich im Kabuler Baburgarten. Außerdem war der heutige Boden des Landes das Zentrum des Zoroastrismus und eines der bedeutenden Zentren des Buddhismus. Und nicht zuletzt führte die Seidenstraße durch das Gebiet.

## Begriffsklärung
Afghanische Musik umfasst die Musik und Musikinstrumente des Mitte des 18. Jahrhunderts gegründeten Nationalstaates und die musikalischen Entwicklungen in der Region vor dieser Zeit. Hierzu gehören außer der persisch beeinflussten höfischen Musik der im 19. Jahrhundert von Kabul aus regierenden Paschtunen auch die zahlreichen Musikstile in den übrigen Regionen des Vielvölkerstaates. Die afghanische Musik lebt von der linguistischen, ethno-kulturellen, konfessionellen und religiösen Vielfalt des Landes. Eine Reihe von griechisch-baktrischen, orientalischen und (indo-)iranischen Musikinstrumenten, die auch außerhalb der Grenze des heutigen Afghanistan entstanden sind, gehören seit Jahrhunderten zu den Musikinstrumenten dieses Gebietes genauso wie in Europa auch.

## Städtische Musik von Kabul

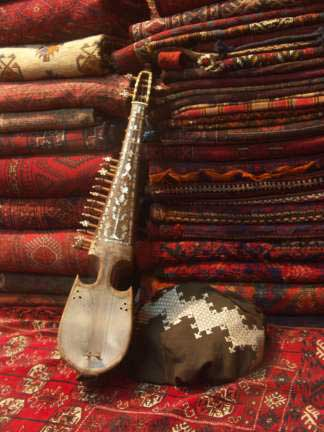
Eine rubab Kabuli

Die klassische Musik Afghanistans (im Kabuli-Stil) besteht aus instrumentalen und vokalen Ragas, sowie Tarana und Ghazals. Dadurch lässt sich eine historische Bindung der nordindischen und zentralasiatischen Musik feststellen, der unter anderem durch einen engen Kontakt der aus Afghanistan stammenden Ustads (fa: Meistern) zu den jeweiligen indischen Meistern der Musik im 20. Jahrhundert entstanden war.
Im Gegensatz zu den indischen Ragas zeichnen sich die Ragas in Zentralasien (einschließlich in den östlichen Provinzen des Irans) in der Regel jedoch durch einen schnelleren Rhythmus aus und werden meist von der tabla oder der lokalen zerbaghali, dayra, dhol – alles perkussive Instrumente – oder Langhalslauten wie tar, dutar, „Instrument mit zwei Saiten“, setar, „Instrument mit drei Saiten“, hat aber vier Saiten, sarangi und sitar begleitet.
Zu den typischen Klassikinstrumenten Afghanistans zählen u. a. dutar, sornā, sitar, dilruba, tanbur, ghichak (ghaychak). Mohamed Hussein Sarahang gilt als einer der bekanntesten Interpreten dieser Richtung.
Die Stadt Kabul und die Umgebung südlich des Hindukusch (Berge der Hindus) bzw. Hundukuh (Berg der Hindu) – einst Kabulistan genannt – die auf eine 3000-jährige Geschichte zurückblicken kann, war ab dem 7. Jahrhundert n. Chr. bis ins 10. Jahrhundert Zentrum der hinduistisch-buddhistischen Dynastien der Kabulshahan bzw. Hindushahi. Musik, Tanz und Gesang gehörten und gehören zu integralen Bestandteilen der religiösen Meditation des Hinduismus.
In der Kabuler Altstadt befindet sich das Künstler- und Musikerviertel Charabat mit der Bedeutung „Schenke“, „Taverne“ und „Meditationszentrum“, dessen Schirmherren die indischen Dichter der persischen Sprache Amir Chosrau und Bedel Delhawi (1642–1720) sind. Gott zu preisen und sich mit Gott zu einen, so die Sufi-Dichter, dafür braucht der Mensch kein Medium, keinen Vermittler.
Große und berühmte Musikmeistern, vor allem aus dem Volk der Tadschiken, sowie heimische (Musik)Historiker aus Afghanistan und dem Iran sind sogar der Meinung, dass die klassische, sowie Ghazal u. ä. Musik Afghanistans die alte Musikkultur Chorasans bildet und diese nach wie vor wie die Hymnen der Avesta aufgebaut sind.
Somit, aber auch mit Hilfe der Gedichte und Aphorismen der Sufis wie Sanai, Rumi, Hafis, Saadi und durch ihre persischen und türkischen Kollegen aus Indien wie die oben genannten Dichter. So konnte dank des Stadtteils Charabat die Volksmusik professionalisiert und die typischen Musikinstrumente in Afghanistan wiederaufgebaut werden, da sich in der Umgebung von Charabat viele Musikwerkstätten befinden. Sarahang hatte die Leitung von Charabat inne.

### Berühmte Musiker von Charabat
- Nawab (Sitarjo), Vater von Qasem Jo
- Qorban Ali Khan, Lehrer von Qasem Jo
- Qasem Jo (1878–1957), „Vater der modernen afghanischen Musik“
- Ghulam Hossein (1876–1967), Vater von Ustad Mohamed Hussein Sarahang
- Mohammad Omar (1905–1980), Rubabspieler
- Ghulam Dastagir Shaida, Sänger der Gedichte von Saadi und Hafis
- Amir Mohammad (1931–1997), Sänger der persischen Dichtung und Rubab-Spieler
- Mohammad Hashem Cheshti (unbekannt–1994), Sänger, Lehrer und Spieler vieler afghanischer Musikinstrumente
- Rahim Baksh (um 1921–2001), Ghazalsänger und Leiter von Charabat
- Mohamed Hussein Sarahang (1924–1983), Leiter von Charabat, Interpret der indischen Dari-Dichtung und Mitglied der Gharana von Patiala.
- Abdul Ahmad Hamahang (1936–2012), Sänger des Liedes Kabul Jan

#### Lebende Charabat-Musiker
- Sultan Ahmad Hamahang (* 1967), gehört zur heutigen Generation von Charabat

### Zwischen Charabat und Europa
- Ustad Zaland (1930 oder 1935–2009)
- Mohammad Hossein Arman (* 1935 oder 1936)

### Nachkommen im Exil
Während der Jahre des Krieges sind einige Musiker von Charabat vor allem nach Pakistan und Iran ausgewandert. Eine kleine Anzahl von ihnen fand in den europäischen Ländern und in den USA eine neue Heimat. Nach dem Ende der direkten Taliban-Herrschaft waren Charabat-Sänger unter den Ersten, die in ihre Heimat zurückgekehrt sind und einen Beitrag zum Wiederaufbau der heimischen Musik geleistet haben.

## Doppeldeutigkeit des Wortes Sâzenda
In Afghanistan wurden die professionellen Musiker auch von Charabat als sâzenda (persisch سازننده) bezeichnet. Saz (ساز) bedeutet Musik und (زننده) senda bedeutet „der am Leben ist“. Zusammengesetzt bedeutet es „der von Musik lebt“.
Das Wort sazenda ist das Subjekt des Verbs (ساختن) „machen, bauen, konstruieren“ und seiner sämtlichen Flexionen; die Substantivierung und Adjektivbildung leitet sich aus dessen Imperativ sâz (ساز) ab. So bedeutet (سازننده) sowohl „Macher“ bzw. „Konstrukteur“ als auch „konstruktiv“.

## Religiöse Musik
Das Konzept dieser Musik ist eng verbunden mit instrumentalen Darbietungen, wobei die Koran Rezitation allerdings eine wichtige Art der unbegleiteten religiösen Darbietungen darstellt – ebenso wie das ekstatische Zikr-Ritual der Sufis. Die Lieder werden Naa´d genannt. Schiitische Einzelpersonen und Gruppen singen daneben die stille Mursia, das Manqasat, Nowheh und Rowzeh. Die Chishti Sufi-Sekten von Kabul bilden jedoch insofern eine Ausnahme, als sie Instrumente wie die Rubab, die Tabla und das Harmonium spielen. Diese Musik nennt man Ghezâ-ye Roh (Nahrung der Seele).

## Volksmusik
Noten gibt es nicht. Die Musik ist überwiegend einstimmig. Der Rhythmus in Form von Zwei- bis Viertakten spielt eine große Rolle. Deswegen ist ein Schlaginstrument Dhol oder Saiteninstrument unabdingbar. Dabei werden die Saiten nicht nur mit Fingern oder Plektrons angerissen, sondern vielmehr geschlagen. Die Melodie wird oft dem Rhythmus untergeordnet. Melodiefolgen werden wiederholt und leicht verändert. Stimmgebung und Körpersprache, Mimik und Gestik werden nicht nur bei Tanz verwendet. Improvisation ist während des Gesangs und Spiels üblich.
Bei Festen wie zum Beispiel bei Hochzeiten, bei der Geburt oder der Initiation vor allem auf den Dörfern spielen Musiker sornā, ghichak und dhol oder zerbaghali und verschiedene Flöten (tula, nay), wenn die Hochzeitsgäste die Braut vom Elternhaus zum Hause des Mannes begleiten.
Aufschwung bekam die Volksmusik aller in Afghanistan lebenden Völker bzw. Ethnien und die Fernsehauftritte der Sängerinnen erst nach 1978, als die Volksdemokratische Partei in Afghanistan an die Macht kam. So wurden die Musiker und Musikerinnen aus verschiedenen Gegenden des Landes im Radio und Fernsehen präsentiert und Frauen konnten ohne Schleier singen. Buz bazi war früher eine Form der Alleinunterhaltung in nordafghanischen Teehäusern, bei der ein Dambura-Spieler eine Marionette in Gestalt einer Ziege bewegte.

## Schlager
Dohl (dohol) und nagara (ein Kesseltrommelpaar) waren nicht nur traditionelle Musikinstrumente, sondern dienten auch als Mittel der Kommunikation und Bekanntmachungen – eine Art „nicht elektrifiziertes Telefon“: mit Hilfe von Pauke und Lichtbewegungen machte man sich verständlich (siehe auch Herold).
Dhol in verschiedenen Formen, Farben und Figuren, klein und groß, einfellig oder zweifellig, sind die typischen Festinstrumente der südlichen Landesgebiete. Bis zu sechs dieser Instrumente werden beim Atan-Tanz der Paschtunen lebhaft gespielt.
Heute werden in den Städten die Feierlichkeiten in eigens dafür errichteten Sälen ausgerichtet. Zu diesen Feierlichkeiten werden die professionellen Musikgruppen von Charabat oder auch professionelle Amateure engagiert. Harmonium, Tabla, Gitarre, Sitar, Schlagzeug und viele europäische Musikinstrumente gehören zum Musikrepertoire der städtischen Musikgruppen.
Unter der Leitung von Abdul Ghafur Breshna entstand in den 1950er Jahren ein Rundfunkorchester, das aus typischen heimischen und europäischen Musikinstrumenten bestand. Sein Verdienst war die Professionalisierung der afghanischen Volksmusik und des Schlagers. Dank seiner Malkunst konnten auch einige berühmte Bazare und Gebäude der Altstadt von Kabul „festgehalten“ werden.
Fanfare-Gruppe
Diese Gruppe ist vermutlich die älteste Gruppe Afghanistans, die während der Reformzeit Amanullah Khans entstanden ist. Die Fanfarenbläser und Schlagzeugspieler treten bei Staatsakten, Festivitäten, aber auch bei Hochzeiten in der Kabuler Altstadt auf.

## Musikgruppen
Ab den 1950er Jahren machten sich die jungen Menschen in den renommierten Schulen zum Beispiel in der englischsprachigen Habiba-High School sowie in der deutschsprachigen Amani-Oberrealschule und in dem französischsprachigen Esteqlal-Lycée mit den europäischen Musikinstrumenten vertraut. Auf dem Schulgelände der von Deutschland im Jahre 1924 gegründeten Amani-Oberrealschule eröffnete die Republik Österreich eine Musikschule, an der deutsche und österreichische Musiklehrer (damals 400 Deutsche in Kabul) unterrichteten.
So traten sie bei Schulkonzerten auf und bildeten die Grundlage für die Entstehung von Musikbands. Hier konnten Flügel, Klavier, Geige, Gitarre, Trompete, Akkordeon, Mandoline und zahlreiche europäische Musikinstrumente erlernt werden. Diese gepflegte Musik präsentierten die Gruppen bei den Veranstaltungen aus Anlass des Unabhängigkeitsfestes. Dabei hatte jedes Festpavillon eine eigene Musikgruppe.
Gedichte der Dichter des Paschtu und vor allem der persischen Sprache bildeten die Songtexte der meisten Sänger und Sängerinnen. In den 60er und 70er Jahren sangen die iranischen Sänger bzw. Sängerinnen wie (Googoosh) einige in Afghanistan komponierte persische Lieder wie Molla Mohammad Jan und Tscham e Sia Dâri. Persische Sänger wie Ustad Zaland und Ustad Nainawaz leisteten einen großen Beitrag zur Entwicklung der (persischen) Musikkultur in Afghanistan.
Zu den berühmten Musikern der Sprache Paschtu zählten Awalmir und Gul Zaman. Das berühmte Lied von Awalmir hatte den Titel „Zema zeba Watan, da Afghanistan de“ (Mein schönes Land – das ist Afghanistan) und ist heute noch bei den Paschtunen sehr beliebt.

## Von Einstimmigkeit zur Mehrstimmigkeit der Musik
Die Versuche der Komponisten im Afghanistan des 20. Jahrhunderts mehrstimmige Musik zu produzieren, stammen aus den 1950er Jahren. Zu den bekannten Musikern dieser Anfangsperiode gehören Farach Afandi, Abdul Ghafur Breshna, Ustad Zaland, Nainawaz und viele andere. Sie leisteten einen Beitrag zur Gründung eines 30-köpfigen Orchesters, das im Rahmen der Ausbildungsschule von Radio Kabul ausgebildet worden ist. Die Vergabe von Auslandsstipendien zur Aneignung der Notenmusik spielte eine bedeutende Rolle für den Aufbau einer mehrstimmigen Musik in Afghanistan. Der Krieg beeinträchtigte zwar das Vorhaben, jedoch konnten einige ihre Musikkenntnisse und Leistungen zum Wiederaufbau des Landes beitragen, wie zum Beispiel Babrak Wassa. Die Musiker und Musikerinnen, die Afghanistan verlassen mussten, sind mit Mehrstimmigkeit der Musik vorwiegend in Europa konfrontiert. Dazu gehören Musiker wie Amirjan Sabori, Tawab Arash, das Ehepaar Hafiz und Devyani, die junge Sängerin Sahar Afarin.

## Sängerinnen
Zu den ersten Sängerinnen Afghanistans, deren Gesang im Radio ab 1951 ausgestrahlt wurde, zählen Mermon Parwin und Asada. Asadas und Parwins Nouruz-Lied Samanak bzw. Samano (pers. Keimling → Süßspeise) ist in die Geschichte des Kulturkreises eingegangen.
Weiterhin berühmt ist die Sängerin Mahwash, die 1977 mit „O Bacha“ (pers. Hey, Junge) einen Hit landete. Sie war die erste Sängerin Afghanistans, der der Titel Ustad verliehen wurde.
In der von der UNESCO veranstalteten Mawlana „Rumi-Balkhi-Gedenkfeier“ die aus Anlass seines 800. Geburtsjahres ausgetragen wurde, sang Mahwash das berühmte Gedicht „Lausche der Nay“ von Rumi, mit folgender Übersetzung:
Lausche, was die Nay (Rohr) sagt
sie beklagt sich über ihre Trennung
Bei Trennung im Sumpf (Rohrfeld) schrie ich (Nay),
Frau und Mann beweinten mich durch meinen Nayklang.
Nachdem der Schleierzwang 1959 abgeschafft wurde, strahlte Radio Afghanistan die Songs zahlreicher Frauen aus. Außerdem boten Frauen ihre Kunst auf der Bühne dar. Zu den weiteren beliebten Sängerinnen zählen Rochshana bzw. Roxane, Hangama, Qamar Gul, Fatana und andere, deren Musik und Gesang im Fernsehen gesendet wurden.

## Populäre Musik
Traditionell ist Kabul das regional kulturelle Zentrum Afghanistans, wobei Herat, die Perle Persiens bzw. Chorasans, zu dem auch zweifellos Kabul gehört, jedoch als Heimat der traditionellen Dichtung und der Musiktexte angesehen wird. Sprache der Lieder ist in Kabul hauptsächlich Persisch. Im Jahr 1925 wurde der Afghanische Rundfunk gegründet, der 1929 bereits wieder zerstört wurde. Nach dessen Wiederherstellung 1940 erreichte die populäre Musik das ganze Land und gewann schnell an Bedeutung.
Moderne Volksmusik gewann erst in den 1950er Jahren mit der Ausbreitung des Radios im Lande an Boden, wobei Orchester mit heimischen, indischen und europäischen Musikinstrumenten eingesetzt wurden. Die 1970er Jahre werden allgemein als das „Goldene Zeitalter der Musik“ in Afghanistan betrachtet: Während die Popmusik in Afghanistan im Laufe der 1950er Jahre entstanden war, hatte sie bis Ende der 1970er Jahre an Popularität gewonnen. Sogenannte Amateur-Sänger, die mit den Gesetzmäßigkeiten der traditionellen Musik brachen, führten neue Ansätze in die traditionelle Folklore und die gesamte Musik des Landes ein. Zu diesen Amateur-Sängern, die meist aus mittleren bis gehobenen Bevölkerungsschichten stammten, zählen Sänger wie Sarban, Madadi, Ahmad Zahir, Ahmad Wali, Zahir Howaida, Rahim Mehryar, Mahwash, Haidar Salim, Salma Jahani, Hangama, Parasto, Farhad Darya, Farid Rastagar, seine Frau Wajiha Rastagar und andere persische (tadschikische) Sänger, daneben gab es auch einige paschtunische Sänger, die sowohl in Paschtu als auch auf Persisch sangen und heute noch singen, wie Naghma und Mangal. Ahmad Zahir kann als der berühmteste unter ihnen angesehen werden – seine Popularität überragte die der anderen um einiges. In den 1960er und 1970er Jahren gewannen persische Sänger Afghanistans nationale und internationale Anerkennung, so beispielsweise in Iran und Tadschikistan.
Anfang der 1970er Jahre trat eine vierköpfige Musikband zum ersten Mal in Kabul auf, die in Kabul als „Vierbrüderband“ bezeichnet wurde. Ihre Musikgruppe bestand aus drei Gitarrenspielern und einem Schlagzeuger. Danach gründeten viele junge Menschen solche Gruppen, die auf Hochzeiten der moderneren Kabulianer auftraten. Zu diesen Gruppen gehören die von Farhad Darya gegründete Goroh-e-Baran („Regen-Band“) und die von Farid und Wajiha Rastagar gegründete Band Ghul-e-Surgh („Rote Rose“).

## Unterdrückung und Verbot
Seit den 1980er Jahren wurde die Musik in Afghanistan zunehmend unterdrückt und Aufzeichnungen nahmen für Außenstehende trotz des reichen musikalischen Erbes des Landes drastisch ab. In den 1990er Jahren wurde die instrumentale Musik und das öffentliche Musizieren von den Taliban in den Städten gänzlich verboten. Lediglich der paschtunische Nationaltanz Atan (atan-e meli) blieb erlaubt. Die Anhänger des paschtunischen Sufi-Dichters Rahman Baba sangen freitags Naa´d und Qawali, spielten u. a. Tabla und Rubab. Trotz zahlreicher Festnahmen und der Zerstörung von Musikinstrumenten in den Großstädten, konnten einige Musiker einige ihrer Instrumente jedoch retten.

## Musik im Exil

### Ältere Generation
Exil-Musiker und Sänger, die in den USA und Europa leben, hielten die verschiedenen Variationen der Musik aus Afghanistan aufrecht. Auch dieser negativer Aspekt, nämlich Flucht und Immigration, ließ die Musikvielfalt der Afghanistans nicht nur weiterbestehen, sondern auch alle Ethnien des Landes hatten die Möglichkeit, vor allem die Persisch- und Paschtusprecher, ihre Musik fortzusetzen.

### Neue Generation
Die Kinder der älteren Generation machten einen Schritt weiter und brachten einen neuen Wind in die Entwicklung der Musik. Sie nahmen in ihren Musik- und Videoclips europäische Musikinstrumente auf und lernten entsprechend die Instrumente mit Noten, etwa bei der Gitarre die Griffe. Denn sonst stimmten sie die Gitarre nach östlicher Notation. Ferner waren sie gegenüber den anderen Sprachen und Kulturen aufgeschlossener. Manche sangen Lieder, die für Toleranz und Zusammengehörigkeit Mut machten. Popsänger ab den 1990er Jahren sind Habib Qaderi, Wajiha Rastagar und ihr Ehemann Farid Rastagar. Zur Popmusik haben weiterhin Khaled Kayhan, Jawid Sharif, Nasrat Parsa, Qader Eshpari und Arash Howaida beigetragen.

## Wiedergeburt der Musik in Afghanistan
Seit dem Fall der Taliban bemühen sich sowohl die staatlichen wie auch die privaten Fernsehen um Ausgewogenheit der Sendungen in Bezug auf die sprachliche, ethnische, religiöse, konfessionelle und musikalische Vielfalt.
Viele Sänger und Sängerinnen (Schlager, Volksmusiker, Amateure und Professionelle) nehmen in ihrem Repertoire Musiklieder der beiden Amtssprachen des Landes auf. Manche singen gleich auf drei oder vier Sprachen, wobei die meisten Sänger und Sängerinnen in der persischen Sprache singen.

## Hip-Hop
Hip-Hop ist eine beliebte Musikrichtung bei Jugendlichen in Afghanistan und im Exil, die eng verbunden ist mit der traditionellen Hip-Hop-Musik. Afghanisches Hip-Hop wird auf Englisch, Paschtu oder Persisch gesungen.

## Musikinstrumente
- Tabla, indische Doppelpauke
- Indisches Harmonium, armonia, Tasteninstrument mit durchschlagenden Zungen wie beim Akkordeon, vermutlich in der Zeit des Königs Mir Scher Ali (1863–1866) aus Indien eingeführt
- Rubab, das älteste typische Instrument in Afghanistan
- Zerbaghali, amphorenartige Trommel aus gebranntem Ton, deren größere Öffnung mit Fell bespannt ist.
- Dambura, ein der Dombra ähnliches Saiteninstrument, das vornehmlich im Norden verbreitet ist
- Dayra, eine Rahmentrommel
- Dhol bzw. Doholak
- Tar
- Dutar, zweisaitige Langhalslaute
- Setar „Instrument mit drei Saiten“, hat aber vier, fünf oder sechs
- Sarangi, Ghichak und Sarinda sind Streichinstrumente
- Sarod
- Sitar
- Dilruba ist eine Kombination aus Sitar und Rubab, Streichinstrument
- Tanbur
- Rebab
- Surnay
- Nay
- Daf
- Tschang, Maultrommel. Bis zum 18. Jahrhundert gab es die Harfe Tschang.
- Santur (Sadtar), trapezförmiges Hackbrett
- Ghichak, Streichlaute in Nordafghanistan
- Tüidük, Rohrflöte der Turkmenen in Nordafghanistan
- Tulak, regional verbreitete Blockflöte oder Querflöte
- Waji, Harfe der Nuristani